# Lešany (Skuteč)

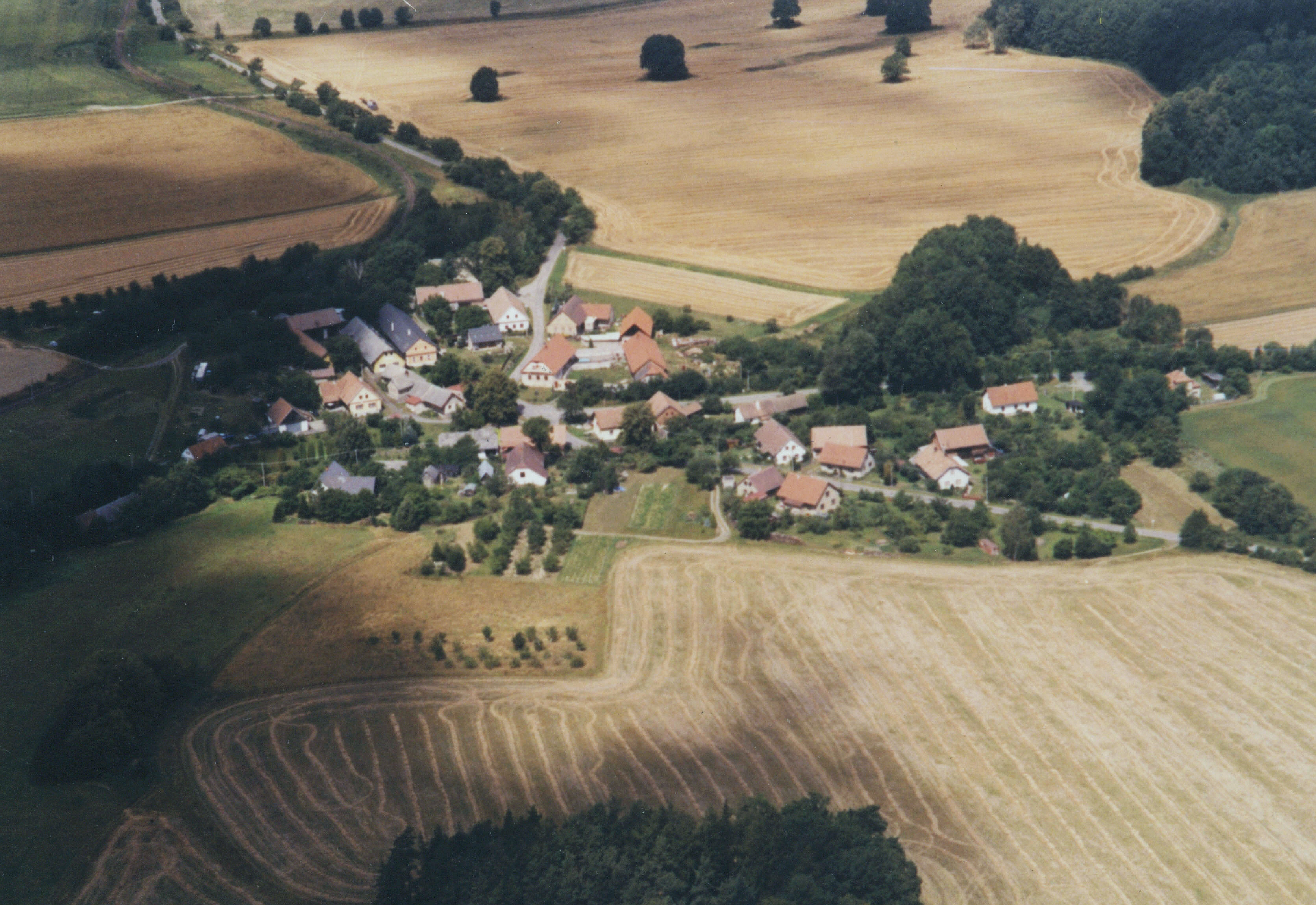
Luftaufnahme des Dorfes

Lešany (deutsch Leschan) ist ein Ortsteil der Stadt Skuteč in Tschechien. Er liegt vier Kilometer südöstlich von Skuteč und gehört zum Okres Chrudim.

## Geographie
Lešany befindet sich am Oberlauf des Baches Lešanský potok in der Skutečská pahorkatina (Skutscher Hügelland). Am westlichen Ortsrand verläuft die Bahnstrecke Svitavy–Žďárec u Skutče; einen Haltepunkt gibt es in Lešany jedoch nicht. Im Osten führt die Staatsstraße II/354 zwischen Předhradí und Krouna an Lešany vorbei. Südwestlich erhebt sich der Na Prutech (509 m n.m.).
Nachbarorte sind Ochoz, Lažany  und Předhradí im Norden, Hněvětice, Pangrotka und Na Volavkách im Nordosten, Kutřín und Podměstí im Osten, Březiny, Rovinka und Miřetín im Südosten, Otradov und Krouna im Süden, Hesiny, Spálená Sázka, Pokřikov und Raná im Südwesten, Oldřetice, Mrákotín und Radčice im Westen sowie Žďárec u Skutče, Dolívka und Daletice im Nordwesten.

## Geschichte
Die erste urkundliche Erwähnung des Dorfes Lessany erfolgte 1392 in der Landtafel, als Smil Flaška von Pardubitz die Richenburg mit den zugehörigen 62 Dörfern an Otto von Bergow und Boček II. von Podiebrad übergab.
Im Jahre 1835 bestand das im Chrudimer Kreis am Wald Hessina gelegene Rustikaldorf Leschan bzw. Lessany aus 26 zerstreuten Häusern, in denen 142 Personen lebten. Zu Leschan konskribiert waren die aufgehobene Fasanerie Wochos (Ochoz) – zwei Häuser –, die als Forsthaus des Wochoser Forstreviers genutzt wurde, sowie die Einschichten Hessin (Hesiny) – zwei Häuser – und Spalena Saska (Spálená Sázka). Von Leschan führte eine Pappelallee zum Richenburger Meierhof. Das Wochoser Revier war eines der fünf Forstreviere der Herrschaft und bewirtschaftete sieben unbedeutende Waldstrecken, die verstreut um Richenburg lagen. Die Leschaner Remise bestand vor allem aus sehr starken Wacholdersträuchern. Katholischer Pfarrort war Richenburg, die Protestanten waren dem Pastorat Krauna zugeteilt. Bis zur Mitte des 19. Jahrhunderts blieb Leschan der Herrschaft Richenburg untertänig.
Nach der Aufhebung der Patrimonialherrschaften bildete Lešany ab 1849 einen Ortsteil der Gemeinde Rychmburk im Gerichtsbezirk Skutsch. Ab 1868 gehörte das Dorf zum politischen Bezirk Hohenmauth. 1869 hatte Lešany 167 Einwohner. 1897 wurde die Bahnstrecke Polička–Skutsch errichtet. Im Jahre 1900 lebten in Lešany 180 Personen, 1910 waren es 157. Lešany löste sich 1925 von Rychmburk los und bildete eine eigene Gemeinde. 
1930 hatte Lešany 145 Einwohner. 1949 wurde die Gemeinde dem neu gebildeten Okres Hlinsko zugeordnet, seit 1961 gehört sie zum Okres Chrudim. Am 30. April 1976 erfolgte die Eingemeindung nach Skuteč. Beim Zensus von 2001 lebten in den 31 Häusern von Lešany 35 Personen. 

## Gemeindegliederung
Zu Lešany gehören die Einschichten Hesiny (Hessin), Ochoz (Wochos), Pangrotka und Spálená Sázka (Spalena Saska).
Der Ortsteil bildet einen Katastralbezirk. Lešany liegt abgetrennt vom übrigen Gemeindegebiet von Skuteč, dazwischen befindet sich die Gemeinde Předhradí.